# 萊昂科爾特斯卡斯特羅縣
萊昂科爾特斯卡斯特羅縣（西班牙語：Cantón de León Cortés Castro），是哥斯達黎加的縣份，位於該國中部，由聖何塞省負責管轄，首府設於聖巴勃羅，始建於1962年3月29日，面積120.8平方公里，2011年人口12,200人，人口密度每平方公里100.99人。該縣的命名是為了紀念前哥斯大黎加總統萊昂·科爾特斯·卡斯楚。
9°41′13″N 84°4′53″W / 9.68694°N 84.08139°W